# Guerra bizantino-sassânida de 602–628
A guerra bizantino-sassânida de 602-628 foi a última e mais devastadora de uma série de guerras travadas entre o Império Bizantino e o Império Sassânida. A guerra anterior entre estas potências havia terminado em 591 após o imperador Maurício (r. 582–602) ajudar o xá sassânida Cosroes II (r. 590–628) a recuperar seu trono. Em 602, Maurício foi assassinado por seu rival político Focas (r. 602–610), e Cosroes II, como consequência, declarou guerra, aparentemente para vingar sua morte. Isto tornou-se um conflito de décadas, o mais logo de uma série, e foi travado em todo o Oriente Médio e partes da Europa Oriental: no Egito, Levante, Mesopotâmia, Cáucaso, Anatólia, e mesmo diante das próprias muralhas de Constantinopla.
Enquanto os persas mostraram considerável sucesso durante o primeiro estágio da guerra, de 602 a 622, conquistando muito do Levante, Egito e partes da Anatólia, a ascensão do imperador Heráclio (r. 610–641) em 610 levou, apesar dos contratempos iniciais, à derrota persa. A campanha de Heráclio em territórios inimigos entre 622 e 626 forçou-os a manter-se na defensiva permitindo que suas forças recuperassem o momentum. Aliados com os ávaros, os persas fizeram uma tentativa final de tomar Constantinopla em 626, mas foram derrotados. Em 627, Heráclio invadiu o coração da Pérsia o que os levou a pedir paz no ano seguinte.
Até o final do conflito ambos os lados tinham esgotado seus recursos humanos e materiais. Consequentemente, estavam vulneráveis ao surgimento repentino do Califado Ortodoxo, cujas forças invadiram-nos poucos anos após a guerra, em 632. As forças muçulmanas rapidamente conquistaram o Império Sassânida por completo e privaram o Império Bizantino de seus territórios no Levante, Cáucaso, Egito e Magrebe. Ao longo dos séculos seguintes, metade do Império Bizantino e o Império Sassânida ficaram sob domínio muçulmano.

## Antecedentes
Após décadas de combates inconclusivos, o imperador Maurício terminou a guerra bizantino-sassânida de 572-591 ajudando o príncipe sassânida exilado Cosroes, o futuro Cosroes II (r. 590–628), a recuperar seu trono do usurpador Vararanes VI (r. 590–591). Em retorno, os sassânidas cederam aos bizantinos partes do nordeste da Mesopotâmia e vastas porções da Armênia e do Principado da Ibéria, embora os detalhes exatos são incertos. Do ponto de vista econômico econômico, a paz permitiu cancelar o tributo anual aos sassânidas.[b] O imperador Maurício então começou novas campanhas nos Bálcãs para parar as incursões dos eslavos e ávaros.
A magnanimidade e campanhas do imperador Tibério II (r. 574–582) eliminaram o excedente do tesouro deixado desde a época de Justino II (r. 565–574). A fim de gerar uma reserva no tesouro, Maurício instituiu estritas medidas fiscais e cortes no pagamento do exército que ocasionaram quatro motins. O motim final, em 602, resultou numa ordem para que as tropas nos Bálcãs deixassem a região durante o inverno. O exército proclamou Focas, um centurião trácio, como imperador. Maurício tentou defender Constantinopla armando os Azuis e os Verdes - dois dos principais times de corrida de bigas do Hipódromo - mas eles provaram-se ineficientes. Ele fugiu mas foi logo interceptado e morto pelos soldados de Focas. Focas apossou-se do trono em novembro.

## Início do conflito

Impérios Bizantino e Sassânida em 600

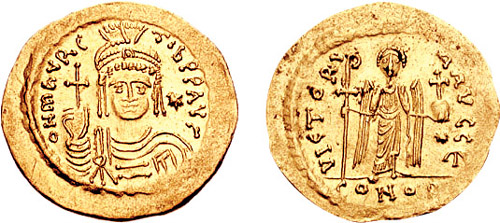
Soldo de Maurício r.

No final de 603, após tornar-se aparente que Cosroes II não reconheceria Focas, o governador da Mesopotâmia Narses rebelou-se abertamente contra o novo imperador e tomou Edessa, a principal localidade da província. Neste momento, enviou um pedido de ajuda para o xá sassânida, alegando, segundo algumas fontes, estar junto do filho sobrevivente de Maurício, Teodósio. Cosroes, que estava disposto a ajudar a vingar Maurício, o seu "amigo e pai", usou da morte imperial como pretexto para atacar o Império Bizantino, tentando reconquistar a Armênia e a Mesopotâmia.
No começo de 604, Narses foi sitiado em Edessa pelo general Germano, até ele ser derrotado e morto por um exército persa. Ciente da derrota, Focas aumentou os tributos pagos aos ávaros e transportou as tropas da Europa à Ásia, dividindo-as em dois exércitos, um enviado contra os persas, e outro, liderado por Leôncio, contra Edessa. Narses refugiu-se em Hierápolis, conseguindo escapar de Leôncio. Cosroes reuniu suas forças e derrotou o exército imperial em Arxamo; Todos os bizantinos presos na batalha foram decapitados. Essa nova derrota permitiu que os persas capturassem Dara no verão, que já estava a 9 meses sob cerco. Com estes sucessos, em 605 Cosroes retornou à Pérsia e deixou o comando das tropas sob o general Zongoes.
Simultaneamente, os persas lançaram ataques contra a Armênia. No inverno de 603, enquanto ocorria o cerco em Dara, o general Zoanabe foi nomeado comandante das tropas armênias. Estabelecendo-se em Dúbio na primavera de 604, lutou sem sucesso contra os bizantinos em Egivarte, próximo de Erevã, onde foi morto. No ano seguinte, o oficial Datoiano sucedeu-o e sob sua liderança os persas venceram os bizantinos na vila de Guetique, a oeste da planície de Siracena, e os armênios em Erginas. Após estas vitórias, Datoiano retirou-se para Azerbaijão. Em 605/606, Senitão Cosroes, o sucessor de Datoiano, iniciou nova campanha e flanqueou as tropas de Teodósio Corcorúnio em Anglo, e apesar dos pedidos de negociação, os bizantinos foram surpreendidos e forçados a fugir. Teodósio foi capturado e os sassânidas continuaram avançando para oeste, conseguindo nova vitória em Bassiana, que permitiu-lhes conquistar Anglo, Erginas, Cogovita e Cesnacerta. Segundo os cronistas armênios, estas vitórias foram intercaladas por derrotas nas mãos dos generais armênios Musel Mamicônio e Vaanes de Daro. Em 606/7 ou 607/8, Astate Iestaiar novamente derrotou os bizantinos em Bassiana, e perseguiu-os até Satala.
Com o desmoronamento das defesas imperiais a leste, um grande movimento emigratório em direção ao Ocidente, através do Eufrates, eclodiu. Ele foi intensificando após a captura e execução de Narses em 604 ou 605, um general considerado competente. A morte do governador da Mesopotâmia juntamente com o fracasso em impedir os exércitos de Cosroes II deteriorou o prestígio do regime militar vigente. Além disso, como Michael Dodgeon, Geofrey Greatrex e Samuel Lieu salientam, diferente dos conflitos bizantino-sassânidas do século VI, este tinha como característica marcante a ausência de contra-ataques por parte dos agredidos, com os bizantinos preferindo permanecer a oeste do Eufrates, ao passo que os sassânidas adotaram uma política de anexação dos territórios por eles invadidos.

## Revolta de Heráclio

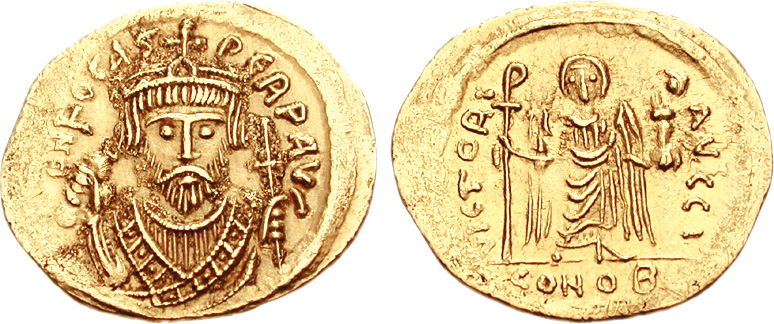
Soldo de Focas r.

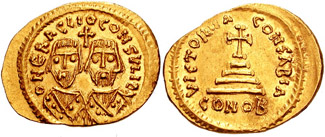
Soldo com representação de Heráclio, o Velho e e seu filho, ambos com trajes consulares. Ca. 608

Em 608, o exarca da África Heráclio, o Velho revoltou-se, instigado pelo conde dos excubitores Prisco, genro de Focas. Heráclio proclamou-se imperador e seu filho de mesmo nome como cônsul - assim implicitamente reivindicando o título imperial - e cunhou moedas com os dois usando as vestes consulares. Cerca do mesmo período dessa revolta, levantes eclodiram na Síria bizantina e na Palestina Prima. Em 609 ou 610, o patriarca de Antioquia, Anastácio II (599–609/610), morreu. Muitas fontes afirmam que os judeus estavam envolvidos na luta, embora é incerto onde envolveram-se em facções e onde eram inimigos dos cristãos. Focas respondeu nomeando Bono como conde do Oriente (comes Orientis) para parar a violência. Bono puniu os Verdes, um partido de corridas de cavalo, em Antioquia por seu papel na violência de 609.
Heráclio, o Velho enviou seu sobrinho Nicetas para atacar o Egito. Bono partiu para lá na esperança de pará-lo, mas foi derrotado fora de Alexandria. Em 610, Nicetas conseguiu capturar a província, estabelecendo uma poderosa base com a ajuda do patriarca João, o Clemente (610–619), que foi eleito com sua ajuda. A força rebelde principal foi empregada em uma invasão naval de Constantinopla, liderada pelo jovem Heráclio, que seria o novo imperador. A resistência organizada contra ele logo colapsou, e Focas foi entregue pelas mãos do patrício Probo (Fócio). Focas foi executado, embora não antes de uma celebrada troca de comentários entre ele e seu sucessor:
| “ | "É assim," perguntou Heráclio, "que você governou o império?" "Você vai," respondeu Focas, com espírito inesperado, "governá-lo melhor?" | ” |

Heráclio, o Velho desaparece logo em seguida das fontes, supostamente porque morreu, embora a data é desconhecida. Após casar-se com sua sobrinha Martina e ser coroado pelo patriarca Sérgio I (610–638), Heráclio, agora com 35 anos, partiu para realizar seu trabalho como imperador. O irmão de Focas, Comencíolo, comandou uma força considerável na Anatólia central mas foi assassinato pelo comandante armênio Justino, removendo a principal ameaça a seu reinado. Ainda assim, a transferência das forças comandadas por Comencíolo tinha sido adiada, permitindo que os persas avançassem ainda mais pela Anatólia. Tentando aumentar as receitas e reduzir os custos, o imperador limitou o número de pessoas das Igreja de Constantinopla patrocinadas pelo Estado para não pagar novos funcionários do fisco imperial. Ele usou cerimônias para legitimar sua dinastia, e garantiu uma reputação de justiça para fortalecer seu controle sobre o poder.

## Supremacia persa

Fronteira bizantino-sassânida no Oriente Médio, em especial na região do Cáucaso

Os persas aproveitaram-se da guerra civil no Império Bizantino para conquistarem mais territórios. Na Armênia, a cidade estrategicamente importante de Teodosiópolis (Erzurum) rendeu-se em 606/607 ou 607/608 para Astate Iestaiar, devido a persuasão de um homem que dizia ser Teodósio, o filho mais velho do imperador Maurício, que supostamente fugiu à proteção de Cosroes. Além dela, Astate conquistou Citarizo, Satala, Nicópolis e Apástias. Na Mesopotâmia e Osroena, em 606/607 ou 608/609 conquistaram Márida (Mardin) e Amida (Diarbaquir), seguido por Resena no verão de 607 ou 609. Cefas foi capturadas seis meses antes de Márida. Em 609/610, Carras, Calínico, Circésio e Edessa foram tomadas. A conquista da última, que se pensava ser defendida por Cristo em nome do rei Abgar V de Edessa contra todos os inimigos, teve um efeito particularmente devastador na moral bizantina. Em 7 de agosto de 610, o general Sarbaro capturou Zenóbia.
A ascensão de Heráclio como imperador pouco reduziu a ameaça. Ele começou seu reinado tentando fazer as pazes já que Focas, cujas ações foram o casus belli, tinha sido derrubado. Todavia, os persas rejeitaram essas propostas, uma vez que seus exércitos eram amplamente vitoriosos. De acordo com o historiador Walter Kaegi, é concebível que o objetivo persa era restaurar ou até mesmo ultrapassar as fronteiras do Império Aquemênida destruindo o Império Bizantino, embora devido as perdas de arquivos persas, nenhum documento sobrevivente pode provar isso. Cosroes II, num esforço para consolidar sua posição nos territórios recém-conquistados, exigiu tributos da população e restaurou bispos anticalcedonianos em suas sés, removendo todos aqueles favoráveis ao concílio, na tentativa de adquirir o apoio dos locais.

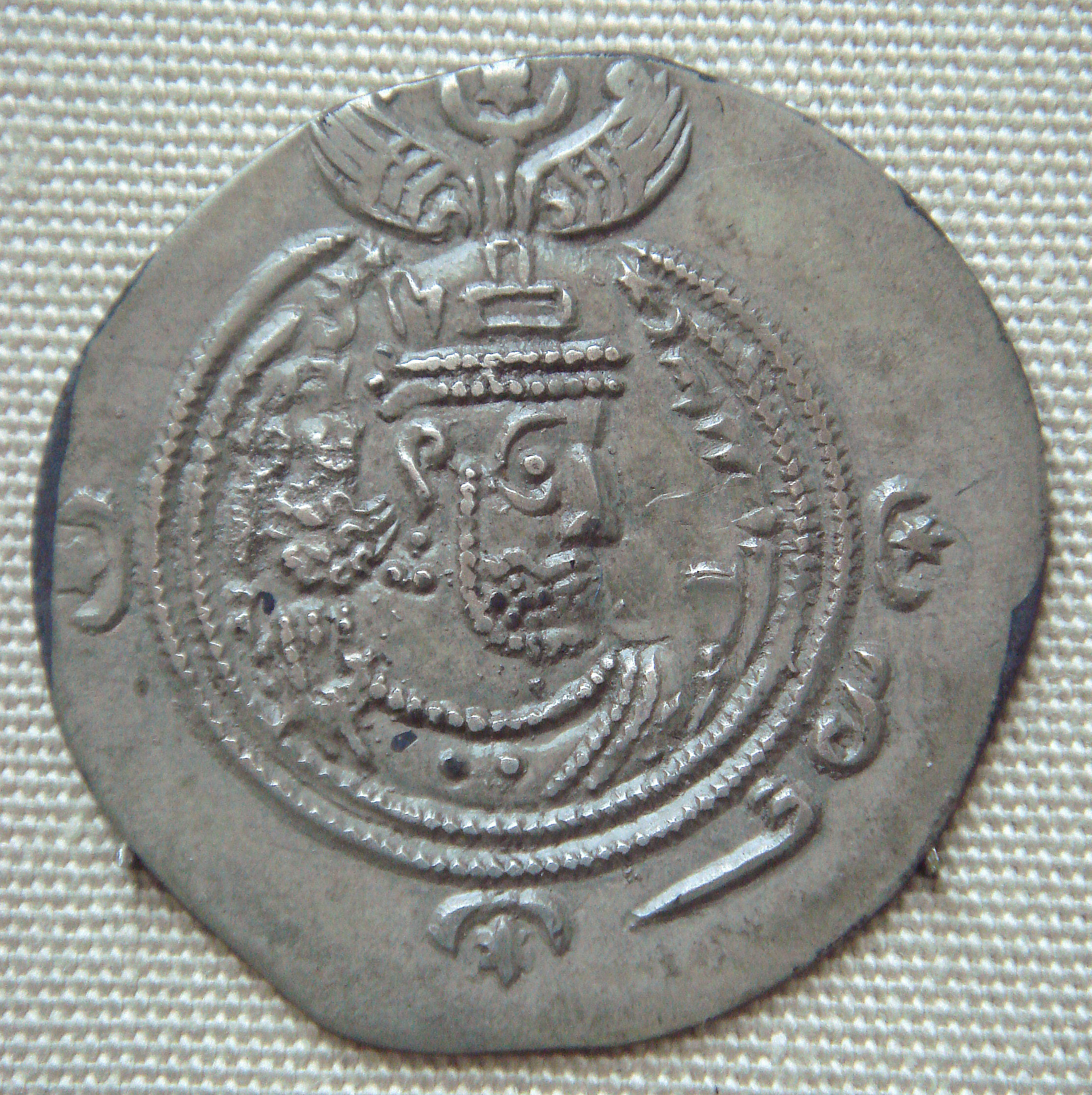
Dracma de prata de Cosroes II r.

Em 608, os persas lançaram um raide na Anatólia que atingiu a Calcedônia, através do Bósforo para Constantinopla.[c] Por 610, após todas todas as cidades a leste do Eufrates e a Armênia, os persas sob Saíno moveram-se à Capadócia, onde tomaram Cesareia Mázaca (Kayseri). Ali, Prisco, que tinha encorajado Heráclio e seu pai a rebelar-se, começou um cerco de um ano para prender Saíno dentro da cidade. Por práticas estabelecidas, os imperadores bizantinos não lideravam pessoalmente as tropas em batalha.[d] Heráclio ignorou esta convenção e se juntou com seu general Prisco no cerco dos persas em Cesareia. Contudo, Prisco fingiu estar doente e não atendeu-o. Isto foi um insulto velado, e Heráclio escondeu seu desagrado e retornou para Constantinopla, em 612. Enquanto isso, as tropas de Saíno escaparam do bloqueio e queimaram Cesareia. Prisco foi logo removido do comando, juntamento com outros que serviram sob Focas. Filípico, um velho general de Maurício, foi nomeado como comandante-em-chefe, mas se provou incompetente contra os persas, evitando combates. Heráclio então nomeou-se como comandante junto com seu irmão Teodoro para finalmente solidificar o comando do exército.
Cosroes tomou vantagem da incompetência dos generais bizantinos para lançar um ataque na Síria bizantina, sob a liderança do general Sarbaro. Heráclio tentou impedir a invasão de Antioquia, mas apesar da bênção de Teodoro de Siceão, as forças do imperador e Nicetas sofreram uma séria derrota nas mãos de Sain. Detalhes da batalha não são conhecidos. Após esta vitória os persas saquearam a cidade, mataram o patriarca e deportaram muitos cidadãos. As forças bizantinas perderam novamente enquanto tentavam defender a região a norte de Antioquia nas Portas da Cilícia, apesar de alguns sucessos iniciais. Os persas então capturaram Tarso e a planície ciliciana. Esta derrota cortou o Império Bizantino ao meio, separando Constantinopla e a Anatólia da Síria, Palestina, Egito e o Exarcado de Cartago.

## Dominação persa

### Captura de Jerusalém

Campanhas militares de ambas as potências entre 611 e 624

A resistência aos persas na Síria não era forte; embora os locais construíram fortificações, eles geralmente tentaram negociar com os persas. As cidades de Damasco, Apameia e Emesa (Homs) caíram rapidamente em 613, dando o exército sassânida-judeu uma chance de atacar mais ao sul na Palestina Prima. Nicetas continuou a resistir aos persas mas foi derrotado em Adraa (atual Daraa). Ele conseguiu uma pequena vitória próximo de Emesa, contudo, ambos os lados sofreram pesadas baixas - o número de mortos foi de 20 000. Mais seriamente, a fraqueza da resistência permitiu aos persas e seus aliados judeus capturar Jerusalém em três semanas, apesar de sua determinada resistência.
Entre 57 000 e 66 500 pessoas foram assassinadas e outras 35 000, incluindo o patriarca Zacarias (609–632) foram escravizadas. Muitas igrejas na cidade (incluindo o Santo Sepulcro) foram queimadas, e numerosas relíquias, incluindo a Vera Cruz, a Lança do destino e a Esponja Sagrada, foram levadas para Ctesifonte, a capital persa. A perda destas relíquias foi pensado por muitos bizantinos cristãos como uma marca clara do descontentamento divino. Alguns capturaram judeus por esta desgraça e pela perda de Síria em geral. Houve relatos de que os judeus ajudaram os persas a capturar algumas cidades e que tentaram abater cristãos nas cidades já conquistadas, embora tenham sido encontrados e frustrados. Estes relatórios são susceptíveis de ser grandemente exagerados e o resultado da história geral.

### Egito
Em 618, as forças de Sarbaro invadiram o Egito, uma província que havia sido praticamente intocada pela guerra durante três séculos. Os monofisistas que viviam no Egito estavam descontentes com a ortodoxia calcedônia e não estavam ansiosos para ajudar as forças imperiais bizantinas. No entanto, apesar de apoiados por Cosroes, eles não resistiram as forças imperiais entre 600 e 638 e muitos virem a ocupação persa em termos negativos. A resistência bizantina em Alexandria foi liderada por Nicetas. Após um cerco de um ano, a resistência na cidade colapsou, supostamente após um traidor contar aos sitiantes acerca de um canal não utilizado, permitindo que eles invadissem a cidade. Nicetas fugiu para o Chipre junto com o patriarca João, o Clemente, que foi o principal defensor de Nicetas no Egito. O destino de Nicetas é incerto, uma vez que desapareceu dos registros após isso, mas Heráclio foi presumivelmente privado de um comandante confiável. A perda do Egito foi um duro golpe para o Império Bizantino, já que Constantinopla contava com o embarque dos grãos do fértil Egito para alimentar as multidões da capital. A provisão livre de grãos na cidade, que foi um eco da prática anteriormente adotada em Roma, foi abolida em 618.
Após conquistar o Egito, o xá sassânida enviou a Heráclio a seguinte carta:
| “ | Cosroes, o maior dos deuses, e mestre da terra, para Heráclio, seu escravo vil e insensível. Por que você ainda recusa a submeter-se a nosso domínio, e chama a si mesmo de rei? Eu já não destruí os gregos? Você diz que acredita em seu Deus. Por que ele não retirou de minha mão Cesareia, Jerusalém e Alexandria? E não hei de também destruir Constantinopla? Mas eu perdoarei suas falhas, se você submeter-se a mim, e vir cá com sua esposa e filhos, e eu lhe darei terras, vinhas e oliveiras, e olharei para você com um aspecto amável. Não se engane com a vã esperança de que Cristo, que não foi capaz de salvar a si mesmo dos judeus, que o mataram, pregando-o na cruz. Mesmo se você se refugiar nas profundezas do mar, eu estenderei minha mão e levarei você, se você for ou não. | ” |
|   | — Cosroes II. |   |

### Anatólia

Império Sassânida em 622

As coisas começaram a parecer ainda mais sombrias para os bizantinos quando a Calcedônia caiu para Saíno em 617, tornando Constantinopla visível aos persas. Saíno cortesmente recebeu uma delegação de paz, mas afirmou que não teria autoridade para se envolver em negociações, direcionando Heráclio para Cosroes, que rejeitou a oferta. As forças invasoras logo se retiraram, provavelmente para se concentrar em sua invasão do Egito, mas não sem antes manter sua vantagem capturando Ancira (Ancara), uma importante base militar na Anatólia central, em 620 ou 622. A base naval de Rodes pode ter caído em 622 ou 623, ameaçando um ataque naval em Constantinopla, embora este evento é difícil de confirmar. Tal era o desespero na capital bizantina que o imperador pensou em mudar seu governo para Cartago na África.

## Ressurgimento bizantino

### Reorganização
A carta de Cosroes não intimidou Heráclio, mas levou-o a tentar um ataque desesperado contra os persas. Agora reorganizou o restante de seu império para permitir que suas forças lutassem. Já em 615 uma nova moeda leve (6,82 gramas) de prata aparece com a imagem usual de Heráclio e seu filho Constantino, mas unicamente contêm a inscrição Deus adiuta Romanis (Deus pode ajudar os romanos"); Kaegi acredita que isso mostra o desespero do império neste tempo. O fólis de cobre também caiu em peso de 11 gramas para algo entre 8 e 9 gramas. Heráclio enfrentou receitas severamente diminuídas devido à perda de províncias; além disso, uma praga irrompeu em 619, o que prejudicou ainda mais a base tributária e também aumentou o temor da retribuição divina. O aviltamento da cunhagem permitiu que os bizantino mantivessem o consumo em face da queda nas receitas.

Santa Sofia, um dos locais com objetos metálicos removidos durante a reorganização de Heráclio

A campanha militar planejada tem sido vista por muitos historiadores como a primeira "cruzada", ou ao menos como um antecedente das cruzadas, começada por Guilherme de Tiro, embora alguns, como Kaegi, desacordam desta alcunha pois a religião era apenas um componente da guerra. Para realizá-la, Heráclio reduziu pela metade o pagamento de oficiais, aplicou uma tributação acrescida, empréstimos forçados e ampliou as multas extremas em funcionários corruptos. Apesar de divergências sobre o casamento incestuoso de Heráclio com sua sobrinha Martina, o clero fortemente apoiou seus esforços, proclamando o dever de todos os cristãos para lutar e oferecer como empréstimo de guerra todo os objetos banhado em ouro e prata de Constantinopla. Metais preciosos e bronze foram retirados de monumentos e até da Santa Sofia. Milhares de voluntários foram reunidos e equipados com dinheiro da Igreja. O próprio Heráclio decidiu comandar o exército nas linhas de frente. Assim, as tropas bizantinas tinham sido reabastecidas, re-equipadas, e agora lideradas por um general competente, mantendo um tesouro cheio.
O historiador George Ostrogorsky acreditava que voluntários foram coletados por meio da reorganização da Anatólia em quatro temas, onde os voluntários receberam doações inalienáveis de terra na condição de serviço militar hereditário. No entanto, os estudiosos modernos geralmente desacreditam essa teoria, colocando a criação dos temas posteriormente, sob o sucessor de Heráclio, Constante II (r. 641–668).

### Contra-ofensiva bizantina
Por 622, Heráclio estava pronto para montar uma contra-ofensiva. Ele deixou Constantinopla no dia da celebração da Páscoa no domingo, em 4 de abril de 622. Seu jovem filho, Constantino, foi deixado para trás como regente sob o comando do patriarca Sérgio I e do patrício Bono. Ele gastou o verão treinando para melhorar as habilidades de seus homens e seu próprio generalato. No outono ameaçou as comunicações persas do vale do Eufrates à Anatólia, marchando à Capadócia. Isto obrigou as forças persas da Anatólia sob Sarbaro recuarem da Bitínia e Galácia à Anatólia oriental a fim de bloquear seu acesso a Pérsia.
O que se seguiu não é totalmente claro, mas Heráclio certamento ganhou uma vitória esmagadora sobre Sarbaro no inverno de 622. O fator-chave desta vitória foi o fato de ter descoberto as forças persas escondidas e respondido fingindo que iria se retirar durante a batalha. Os persas, então, deixaram sua cobertura para perseguir os bizantinos, e acabaram sendo atacados pelo imperador e pela elite dos Optimates, obrigando-os a fugir. Assim, ele salvou Constantinopla. Mantendo seu exército alojada no Ponto durante o inverno, o imperador retornou para Constantinopla devido a ameaça dos ávaros nos Bálcãs.

### Ameaça ávara

Bálcãs entre 582-612

Enquanto os bizantinos estavam ocupados com os persas, os ávaros e eslavos invadiram os Bálcãs, capturando várias cidades bizantinas, incluindo Singiduno, Viminácio, Naísso, Sérdica, e destruíram Salona em 614. Isidoro de Sevilha afirma que os eslavos tomaram a "Grécia" dos bizantinos. Os ávaros também começaram a invadir a Trácia, ameaçando o comércio e a agricultura, até as proximidades dos portões de Constantinopla. Contudo, inúmeras tentativas por parte dos invasores para tomar Tessalônica, a cidade bizantina mais importante dos Bálcãs depois de Constantinopla, terminaram em fracasso, permitindo ao império manter um reduto vital da região. Outras cidades menores da costa adriática como Jadar (Zadar), Tragúrio (Trogir), Bútua (Budva), Escodra e Lísso (Lezhë) também sobreviveram as invasões.
Por causa da necessidade de defender-se contra essas incursões, os bizantinos não podiam se dar ao luxo de usas todas as suas forças contra os persas. Heráclio enviou um emissário ao grão-cã avar, alegando que pagaria um tributo em troca da retirada deles para o norte do Danúbio. O grão-cã respondeu pedindo uma reunião em 5 de junho de 623, em Heracleia Perinto (atual Marmara Ereğlisi) na Trácia, onde os exércitos ávaros estavam localizados; o imperador concordou com esta reunião, indo com sua corte imperial. O grão-cã, contudo, colocou cavaleiros na rota de Heracleia para emboscá-lo e capturá-lo para então pedir resgate. Todavia, Heráclio foi informado a tempo e conseguiu fugir, perseguido pelos cavaleiros inimigos durante todo o percurso para Constantinopla. Muitos membros da corte imperial, assim como supostos 70 000 camponeses da Trácia que teriam vindo ver seu imperador, foram capturados e/ou mortos. Apesar desta traição, Heráclio foi forçado a dar-lhes um subsídio de 200 000 soldos junto com seu sobrinho Estêvão, seu filho ilegítimo João Atalarico, e o filho ilegítimo de Bono como reféns em troca da paz. Isto deixou o império capaz de concentrar seus esforços de guerra completamente nos persas.

### Assalto bizantino na Pérsia
Heráclio ofereceu paz a Cosroes, presumivelmente em 624, ameaçando invadir o Império Sassânida, mas ele rejeitou a oferta. Em 25 de março de 624, o imperador bizantino deixou Constantinopla para atacar o coração da Pérsia. Voluntariamente abandonou qualquer tentativa de assegurar sua retaguarda ou suas comunicações com o mar, marchando pela Armênia e Azerbaijão para assaltar as principais terras diretamente persas. De acordo com Walter Kaegi, Heráclio liderou um exército de não mais que 40 000, e mais provavelmente entre 20 000-24 000. Antes de viajar ao Cáucaso, recuperou Cesareia em desafio da carta que lhe fora enviada. Heráclio avançou ao longo do rio Araxes, destruindo Dúbio, a capital da Armênia, e Naquichevão. Em Ganzaca, encontrou o exército sassânida que possuía uma força de ca. 40 000. Usando árabes leais, capturou e matou alguns guardas de Cosroes, levando a desintegração do exército persa. Heráclio então destruiu o templo de fogo de Takht-e Sulaiman, um importante santuário do zoroastrismo.[e] As invasões dos bizantinos foram tão longe quanto Gaichavão, a residência do xá sassânida em Azerbaijão.

Campanhas de Heráclio em 624, 625 e 627-628 através da Armênia, Anatólia e Mesopotâmia

Império Bizantino em 626

Heráclio invernou na Albânia, reunindo forças para o ano seguinte. Cosroes não estava contente em deixá-lo descansar tranquilamente na Albânia. Ele enviou três exércitos, comandados por Sarbaro, Saíno e Sarablangas, para tentar interceptar e destruir as forças bizantinas. Sarablangas retomou terras tão longe quanto Siunique, objetivando capturar as passagens das montanhas. Sarbaro foi enviado para bloquear o retiro bizantino através da Ibéria, e Saíno foi enviado para bloquear a passagem de Bitlisse. Planejando envolver os exércitos persas em combate separadamente, o imperador bizantino falou para seus aliados e soldados em Lázica, Abecásia e Ibéria: "Não deixem que o número de nossos inimigos nos perturbe. Pois, se Deus quiser, um perseguirá dez mil."
Dois soldados que fingiram desertar foram enviados para Sarbaro, alegando que os bizantinos estavam fugindo ante Saíno. Devido ao ciúme entre os comandantes persas, Sarbaro correu com seu exército para tomar parte na glória da vitória. Heráclio os encontrou em Tigranocerta e derrotou as forças de Sarablangas e Saíno uma após a outra. Saíno perdeu seu comboio de carga, e Sarablangas (de acordo com uma fonte) foi morto, embora tenha reaparecido posteriormente. Após esta vitória Heráclio cruzou o Araxes e acampou nas planícies do outro lado. Saíno, com o resto de seu exército e do de Sarablangas, juntou-se com Sarbaro para persegui-lo, mas os pântanos desacelerou-os. Em Aliovite, Sarbaro dividiu suas forças e enviou cerca de 6 000 soldados para emboscá-lo, enquanto o restante de suas tropas permaneceu em Aliovite. Heráclio lançou um ataque surpresa noturno no principal acampamento persa em fevereiro de 625, destruindo-o. Sarbaro escapou por pouco, nu e sozinho, tendo perdido seu harém, carga e homens.
Heráclio passou o resto do inverno ao norte do lago de Vã. Em 625, suas forças tentaram empurrar seus inimigos através do Eufrates. Em apenas sete dias, evitou o monte Ararate e os 320 quilômetros[f] ao longo do rio Arsânias para capturar Amida e Martirópolis, importantes fortalezas do Tigre Superior. Ele então marchou em direção ao Eufrates, perseguido por Sarbaro. Segundo fontes árabes, foi parado no rio Ninfeu (atual Batmane) e derrotado; fontes bizantinas, contudo, não mencionam este incidente. Houve, então, outra pequena escaramuçada no rio Saro, próximo de Adana. A batalha do Saro foi uma retirada bem sucedida para os bizantinos que os panegíricos enalteceram. No recalco da batalha, o exército bizantino invernou em Trebizonda.

## Clímax da guerra

### Cerco de Constantinopla

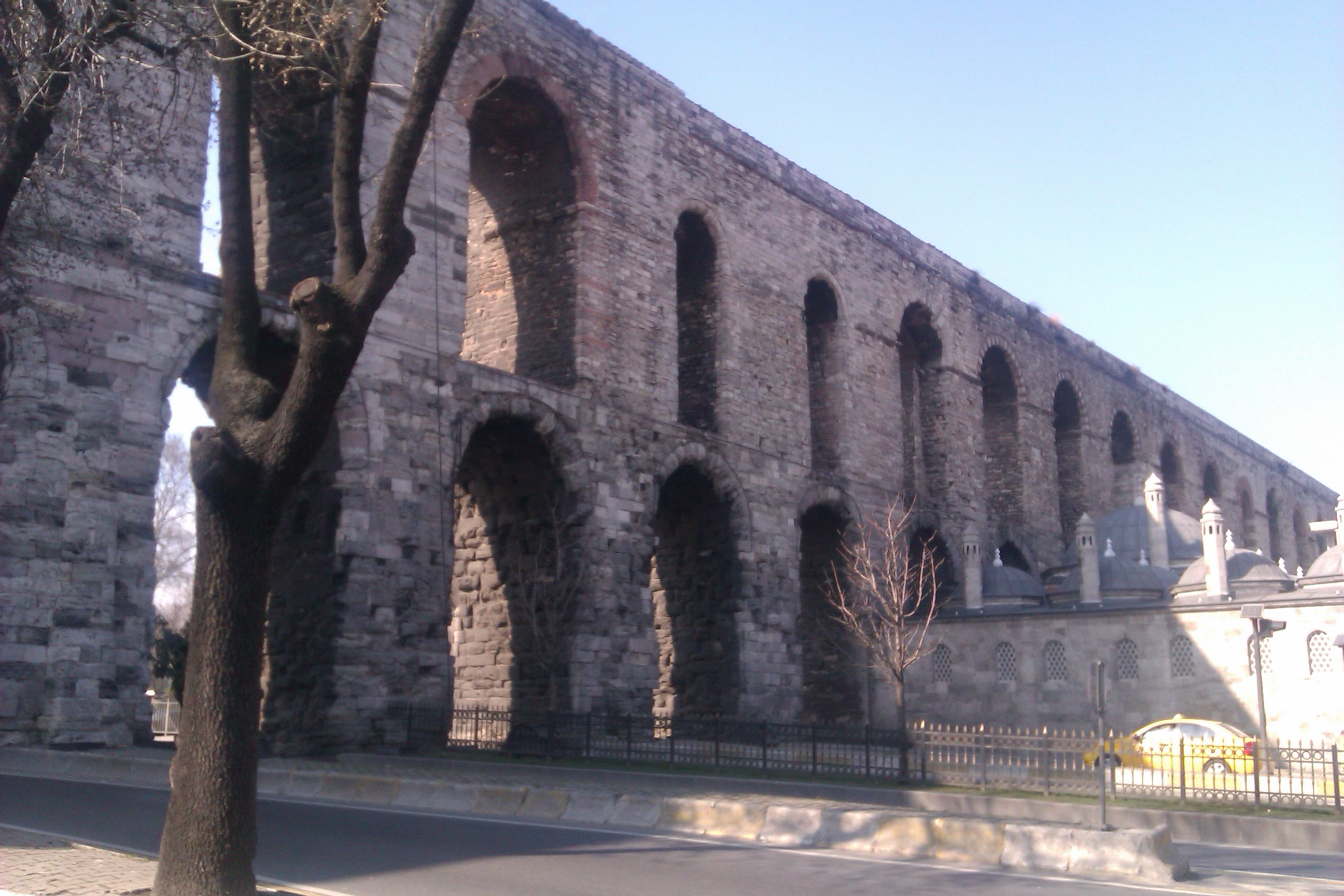
Aqueduto de Valente

Cosroes II, vendo que um decisivo contra-ataque era necessário para derrotar os bizantinos, recrutou dois novos exércitos com todos os homens capazes, incluindo estrangeiros. Saíno foi confiado com 50 000 homens e permaneceu na Mesopotâmia e Armênia para prevenir que Heráclio invadisse a Pérsia; um exército menor sob Sarbaro passou através dos flancos de Heráclio e dirigiu-se à Calcedônia, a base persa através do Bósforo. Cosroes também combinou um ataque combinado com o grão-cã dos ávaros contra Constantinopla de ambos os lados. O exército persa estacionou na Calcedônia, enquanto os ávaros permaneceram na porção europeia de Constantinopla e destruíram o Aqueduto de Valente. Devido ao controle do estreito do Bósforo pela marinha bizantina, os persas não puderam enviar tropas para ajudar seus aliados, reduzindo a eficiência do cerco, pois os sassânidas sendo experientes em cercos. Além disso, embora as duas forças tinham alguma comunicação, ela era dificuldade pelas tropas locais.

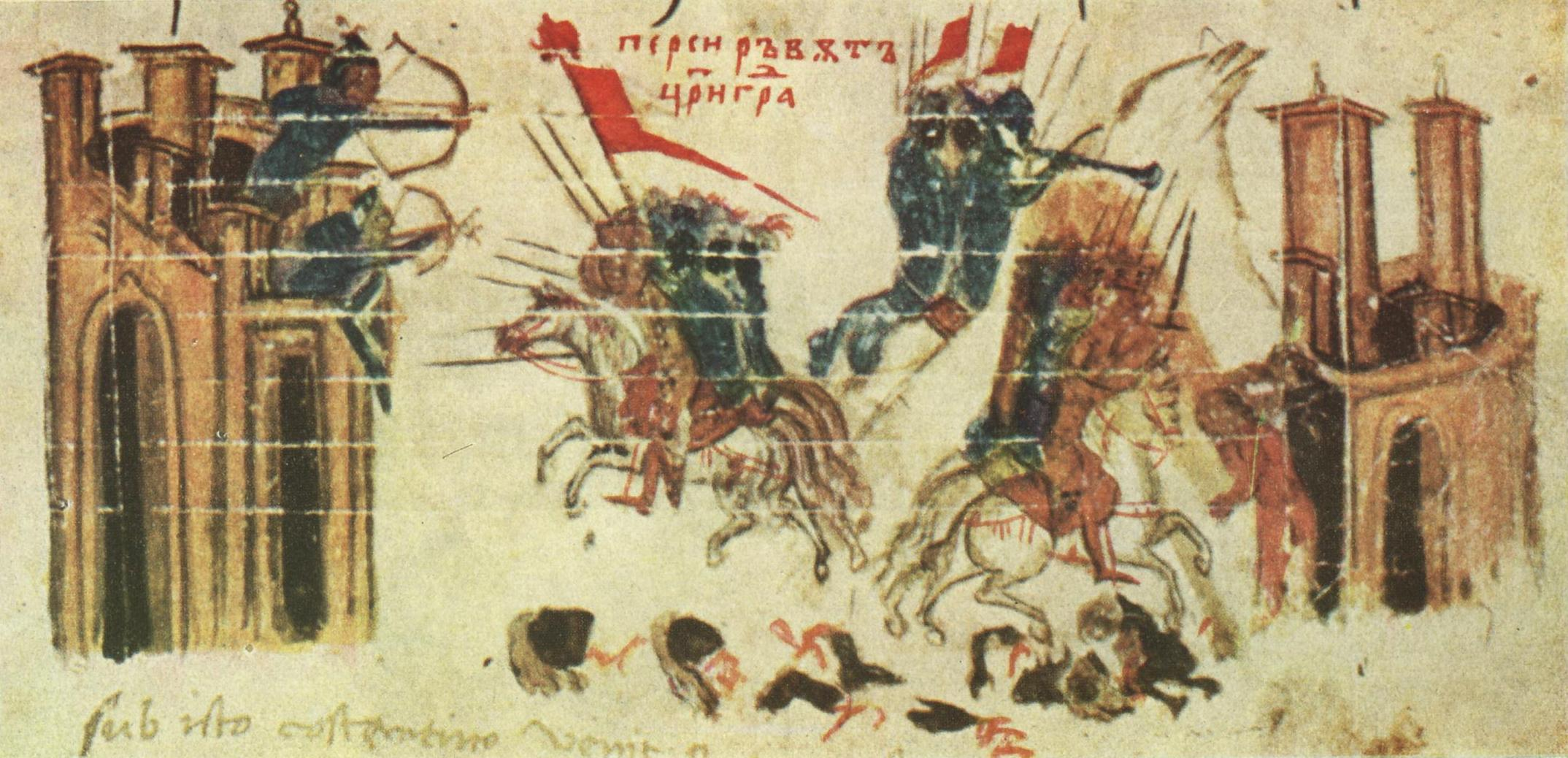
Cerco de Constantinopla como descrito na Crônica de Constantino Manasses

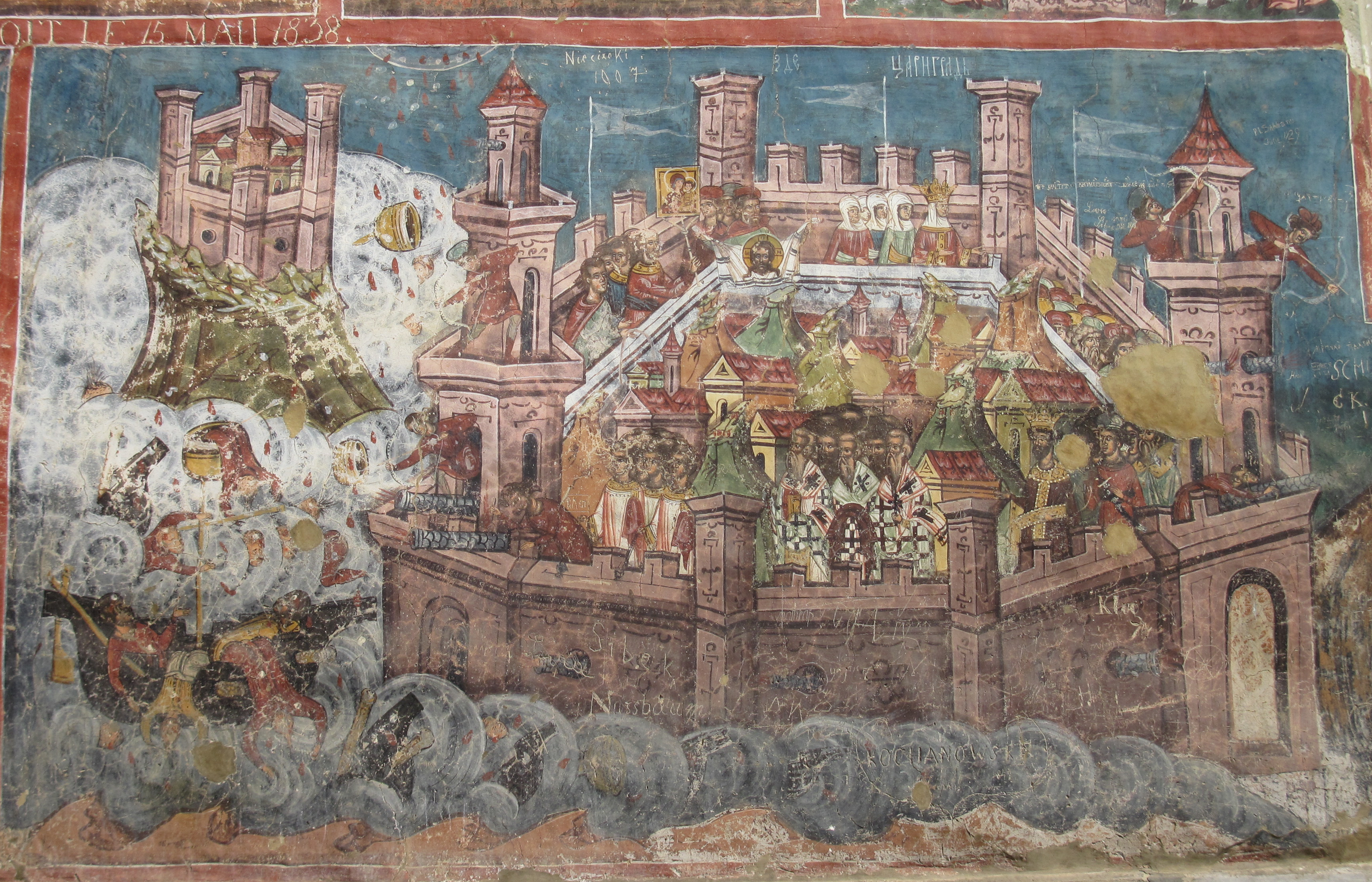
Descrição do cerco num afresco no Mosteiro Moldovita, na Romênia

A defesa de Constantinopla estava sob o comando do patriarca Sérgio e o patrício Bono. Ao ouvir as notícias, Heráclio dividiu seu exército em três partes; embora jugou que a capital estava relativamente segura, enviou alguns reforços para Constantinopla para fortalecer a moral dos defensores. Outra parte do exército estava sob o comando de seu irmão Teodoro e foi enviado para lidar com Sair, enquanto a terceira e menor parte permaneceu sob seu comando, para um ataque ao coração da Pérsia. Em 29 de junho de 626, um assalto coordenado aos muros começou. Dentro dos muros, cerca de 12 000 cavaleiros bem trinados (presumivelmente desmontados) defenderam a cidade contra as forças de cerca de 80 000 ávaros e eslavos. Apesar do bombardeamento contínuo por um mês, a moral estava alta dentro de Constantinopla, pois o fervor religioso de Sérgio e suas procissões ao longo do muro com o ícone da Virgem Maria inspirou a crença bizantina na proteção divina.
Em 7 de agosto, uma frota de balsas persas transportando tropas através do Bósforo foi cercada e destruída. Os eslavos sob os ávaros tentaram atacar os muros do mar através do Corno de Ouro, enquanto a principal força ávara atacou os muros terrestres. As galés de Bono bateram e destruíram os barcos eslavos; o assalto ávaro por terra de 6 a 7 de agosto também fracassou. Com as notícias do triunfo decisivo de Teodoro sobre Saíno (possivelmente levando Saíno de depressão), os ávaros retiraram-se para o interior dos Bálcãs dentro de dois dias, e nunca mais ameaçaram seriamente Constantinopla. Mesmo embora o exército de Sarbaro permaneceu acampado na Calcedônia, a ameaça à capital acabou. Em agradecimento a retirada do cerco e a suposta proteção divina da Virgem Maria, o celebrado Hino Acatista foi escrito por um autor desconhecido, possivelmente Sérgio ou Jorge de Pisídia.
Além disso, após Heráclio mostrar a Sarbaro as cartas interceptadas de Cosroes ordenando sua morte, o general virou-se para o lado bizantino. Sarbaro moveu seu exército para o norte da Síria, onde poderia facilmente decidir apoiar Cosroes ou Heráclio num aviso do momento. Ainda, com a neutralização do general persa mais experiente, os bizantinos privaram seu inimigo de algumas de suas melhores e mais experientes tropas, enquanto asseguraram seu flanco antes de uma invasão à Pérsia.

### Aliança bizantino-turca

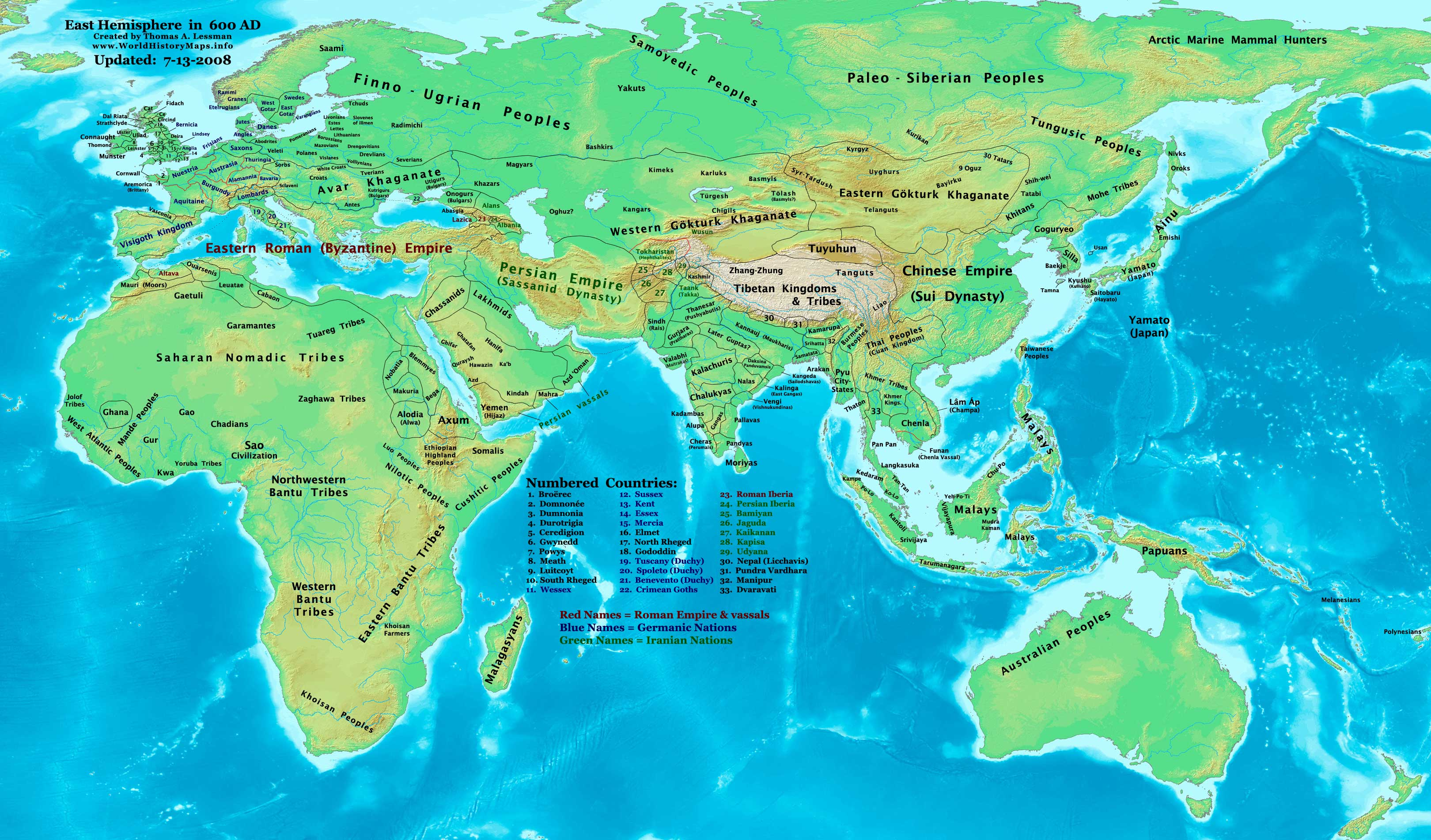
Território dos goturcos ca. 600. O Canato Túrquico Ocidental está a esquerda

Desde 568, os turcos sob Ichtemi estabeleceram boas relações com o Império Bizantino quando sua relação com o Império Sassânida azedou. Aproveitando-se disso, durante o cerco de Constantinopla, Heráclio formou uma aliança com Ziebel, líder dos povos que as fontes bizantinos chamam cazares, agora geralmente identificados com os goturcos do Canato Túrquico Ocidental liderados por Tong Jabgu. Ele manejou o líder turco com promessas de majestosos tesouros advindos dos saques planejados e a mão de sua filha, a porfirogênita Eudóxia Epifânia. Os turcos, alocados no Cáucaso, responderam realizando uma grande invasão na Albânia em 626-627, dando início à terceira guerra turco-persa.
As operações conjuntas bizantino-goturcas focaram em Tiflis, capital do Principado da Ibéria de Estêvão I (r. 590–627), onde os bizantinos usaram trabucos de tração para violar os muros, um dos usos bizantinos conhecidos mais antigos.[g] Cosroes enviou 1 000 cavaleiros sob Sarablangas para reforçar a cidade, mas ela caiu, provavelmente no final de 627 ou 628, e Estêvão foi morto. Enquanto o cerco prosseguia, Heráclio trabalhou para assegurar sua base no alto Tigre. No rescaldo da tomada de Tiflis, Ziebel enviou 40 000 homens para devastar a Pérsia com os bizantinos e seu filho, Sate, tomou a Albânia. Ziebel foi assassinado no final de 629, evitando que Epifânia se casasse com um bárbaro.

### Batalha de Nínive

Batalha de Nínive

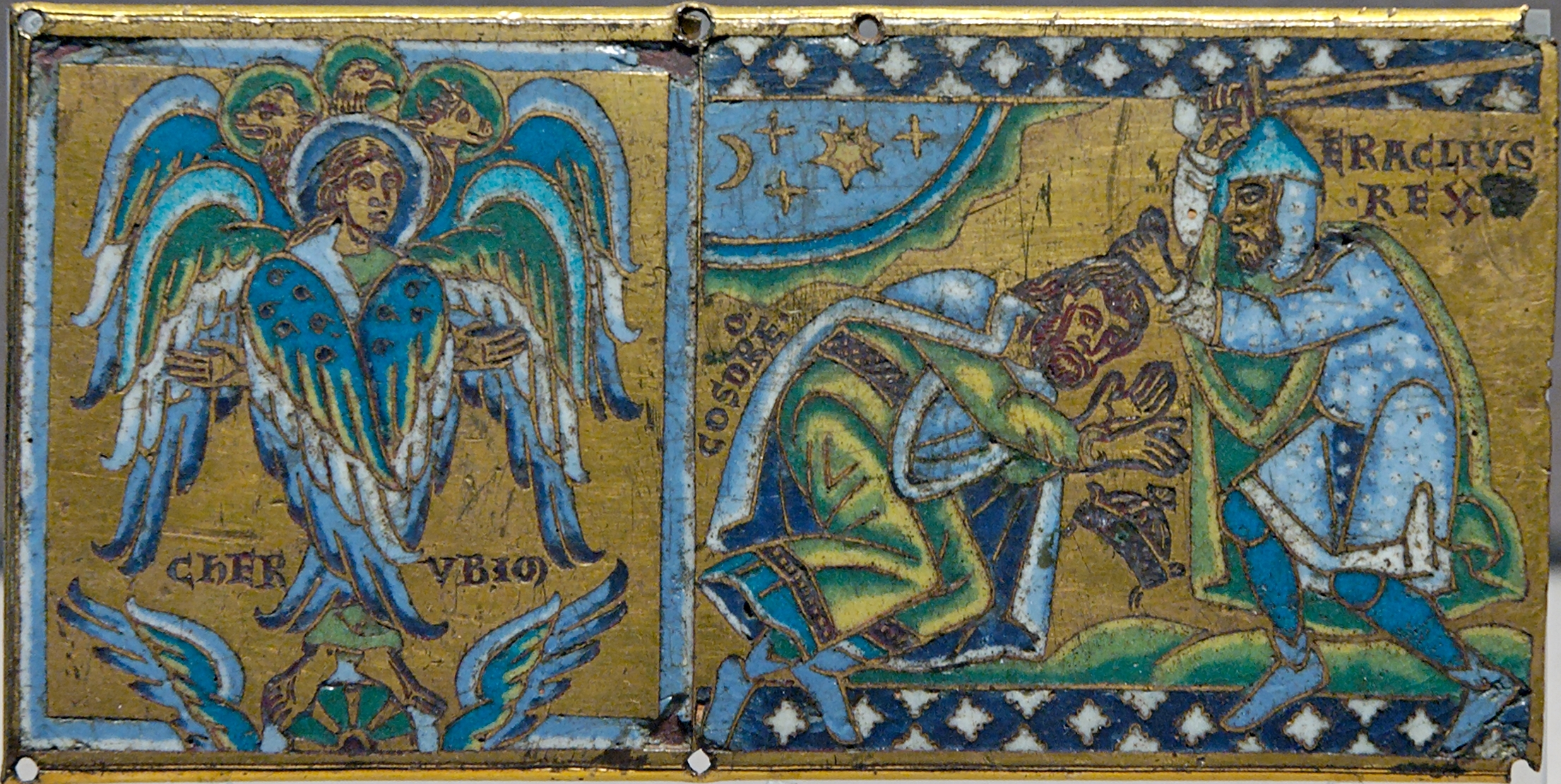
Querubim e Heráclio recebendo a submissão de Cosroes II. Champlevé sobre cobre dourado da placa de uma cruz. 1160-1170, Vale do Mosa

Em meados de setembro de 627, Heráclio invadiu o coração persa em uma campanha surpresa de inverno, deixando Ziebel para continuar o cerco de Tiflis. Edward Luttwak descreve sua retirada sazonal para os invernos de 624-626 seguida de um ataque em 627 para ameaçar Ctesifonte como uma "manobra relacional de alto risco sobre um teatro em larga escala", pois ele habituou os persas a raides estrategicamente ineficientes que levou-os a decidir não chamar as tropas fronteiriças para defender o interior. Seu exército contava entre 25 000 e 50 000 tropas bizantinas e 40 000 goturcos que rapidamente desertaram devido as condições de inverno incomuns e a perseguição persa. Ele avançou rapidamente, mas foi pego por um exército sob o armênio Razates, que encontrou dificuldades em provisionar seu exército devido aos bizantinos terem tomado muitas das provisões quando moveram-se para sul à Assíria.
Rumo ao fim do ano, próximo das ruínas de Nínive, Heráclio confrontou Razates antes que reforços pudessem alcançar o comandante sassânida. A batalha de Nínive ocorreu na névoa, reduzindo a vantagem das tropas atiradoras. Após oito horas de combate, os persas subitamente retiraram-se para os sopés próximos, mas a batalha não tornou-se um tumulto. Durante a batalha, aproximadamente 6 000 persas foram mortos. A história do patriarca Nicéforo I (806–815) sugere que Razates enfrentou Heráclio em combate, e que o imperador aceitou e matou-o com um único golpe; dois outros lutaram contra ele e também perderam. Apesar das vitórias, o imperador foi ferido em seu lábio.

### Fim da guerra
Com nenhum exército para opôr-se, o exército bizantino saqueou Dastaguirde, um palácio de Cosroes, e adquiriu enormes riquezas e recuperou 300 bandeiras capturadas. O xá havia fugido para as montanhas de Susiana para tentar reunir apoio para defender sua capital Ctesifonte. Heráclio então enviou-lhe um ultimato:
| “ | Eu busco e corro atrás de paz. Eu não queimo voluntariamente a Pérsia, mas obrigado por você. Dei-nos agora abaixar nossas armas e abraçar a paz. Deixe-nos extinguir o fogo antes que queime tudo. | ” |
|   | — Ultimato de Heráclio para Cosroes II, 6 de janeiro de 628. |   |

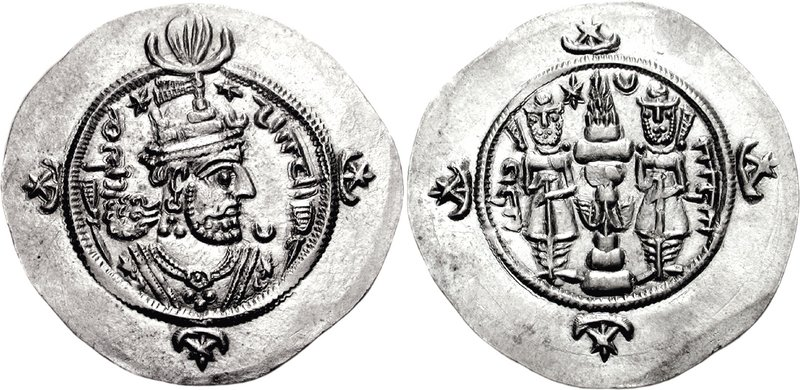
Dracma de r.

Apesar do ultimato, Heráclio não poderia atacar a capital inimiga, já que o Canal de Naravã estava bloqueado devido ao colapso da ponte que passava sobre ele, e o imperador não pretendia ignorá-lo. Independentemente disso, o exército persa rebelou-se e derrubou Cosroes II, elevando seu filho Cavades II (r. 628), também conhecido como Siroes, em seu lugar. Cosroes foi lançado numa masmorra, onde sofreu por cinco dias sem alimentos, sendo morto lentamento a flechadas no quinto dia. Cavades imediatamente enviou ofertas de paz. Heráclio não impôs termos severos, sabendo que seu império estava também próximo da exaustão. Como termos, os bizantinos readquiriram todos os territórios perdidos, seus soldados capturados, uma indenização de guerra, e o mais importante, a Vera Cruz e outras relíquias perdidas em Jerusalém em 614.

## Significado

### Consequências a curto prazo

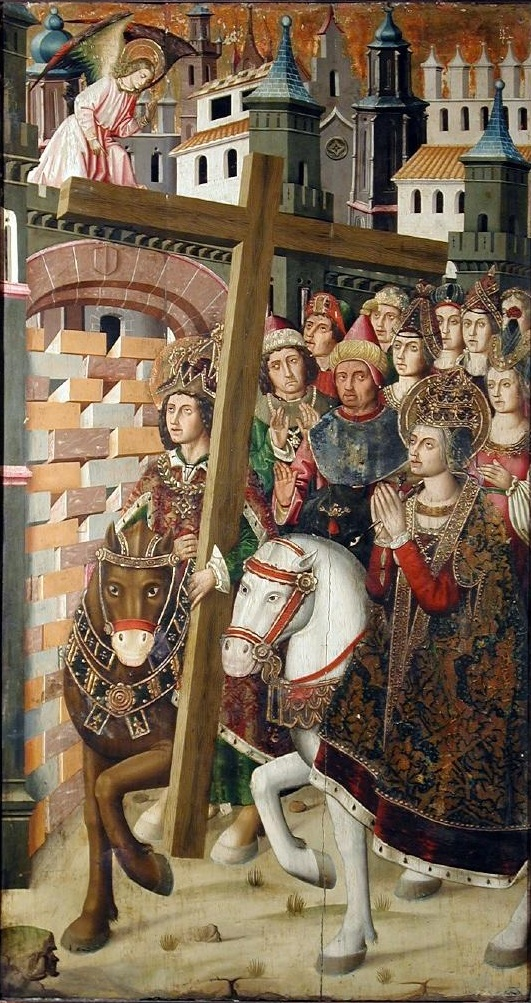
Heráclio retorna a Vera Cruz para Jerusalém, anacronicamente acompanhado por Santa Helena. Óleo sobre tela de Miguel Jiménez e Martín Bernat, 1481

Após alguns meses de viagem, Heráclio entrou em Constantinopla em triunfo e encontrou o povo da cidade, seu filho Constantino, e o patriarca Sérgio, prostrando-se em alegria. Seu tratado com os persas resultou na recuperação da Esponja Sagrada que foi presa à Vera Cruz numa elaborada cerimônia em 14 de setembro de 629. A parada cerimonial partiu em direção à Santa Sofia. Lá, a Vera Cruz foi vagarosamente levantada até verticalmente elevar-se sobre o alto altar. Para muitos, era um sinal de uma nova era de ouro que estava prestes a começar no Império Bizantino.
A conclusão vitoriosa da guerra cimentou a posição de Heráclio como um dos generais mais bem sucedidos da história. Foi saudado como "o novo Cipião por seus seis anos de vitórias ininterruptas e por liderar o exército romano por onde nunca teria ido antes. A elevação triunfal da Vera Cruz em Santa Sofia foi um momento culminante em suas realizações. Se Heráclio tivesse então morrido, seria recordado na história, nas palavras de Norman Davies, como "o maior general romano desde Júlio César". Em vez disso, viveu as invasões árabes, perdendo batalha após batalha, e manchando sua reputação. John Norwich sucintamente descreve-o como tendo "vivido tempo demais".
Os sassânidas, por outro lado, lutaram para estabelecer um governo estável. Quando Cavades II morreu apenas alguns meses após ascender ao trono, a Pérsia foi sacudida por vários anos de tumulto dinástico e guerra civil. Artaxer III (r. 628–629), Sarbaro (r. 630), e as filhas de Cosroes Borana (r. 630–631) e Azarmiducte (r. 630–631) sucederam-se no trono dentro de poucos meses uns dos outros. Apenas quando Isdigerdes III (r. 632–651), neto de Cosroes II, sucedeu no trono em 632 o Império Sassânida foi estabilizado, mas naquele tempo era tarde demais para salvar o Estado persa.

### Consequências a longo prazo
O impacto devastador da guerra de 602-628, junto com os efeitos cumulativos de um século de conflito bizantino-persa quase contínuo, deixou ambos os impérios aleijados. Os sassânidas estavam mais enfraquecidos pelo declínio econômico, pesada tributação para financiar as campanhas de Cosroes II, descontentamento religioso, e o crescente poder dos senhores provinciais à custa do xá. De acordo com James Howard-Johnston: "As vitórias [de Heráclio] no campo pelos anos seguintes e suas repercussões políticas [...] salvaram o principal bastião da Cristandade no Oriente Próximo e gravemente enfraqueceu seu antigo rival Zoroastrista. Eles pode ser obscurecidos por realizações militares ainda mais extraordinárias dos árabes nas duas décadas seguintes, mas a retrospectiva não deveria ser permitida para obscurecer o brilho deles."

Império Bizantino em 650

Contudo, o Império Bizantino também foi severamente afetado, com os Bálcãs agora amplamente nas mãos dos eslavos. Adicionalmente, a Anatólia foi devastada por repetidas invasões persas, e os territórios imperais recém-readquiridos no Cáucaso, Síria, Mesopotâmia, Palestina e Egito foram afrouxados por anos de ocupação persa.[h] Com suas reservas financeiras exaustas, os bizantinos encontraram dificuldades em pagar veteranos de guerra e recrutar novas tropas. Clive Foss chama esta guerra o "primeiro estágio para o processo que marcou o fim da Antiguidade na Ásia Menor".
A nenhum dos impérios foi dado muita chance para recuperar-se, pois dentro de poucos anos eles foram golpeados pela invasão dos árabes, recém-unidos pelo Islamismo, que Howard-Johnston comparou a um "tsunami humano". De acordo com George Liska, o "desnecessariamente prolongado conflito bizantino-persa abriu o caminho para o Islã". O Império Sassânida rapidamente sucumbiu a estes ataques e foi completamente destruído. Durante as guerras bizantino-árabes, as exaustas províncias bizantinas recém-readquiridas da Síria, Armênia, Egito e Norte da África foram perdidas reduzindo o império à Anatólia e uma dispersão de ilhas e pontos de apoio nos Bálcãs e Itália. Porém, diferente da Pérsia, o Império Bizantino sobreviveu ao assalto árabe, mantendo seus territórios residuais e repelindo dois cercos à capital em 674-678 e 717-718. Os bizantinos também perderam seus territórios em Creta e sul da Itália para os árabes em conflitos posteriores, embora em última análise foram recuperados.

## Composição dos exércitos e estratégia

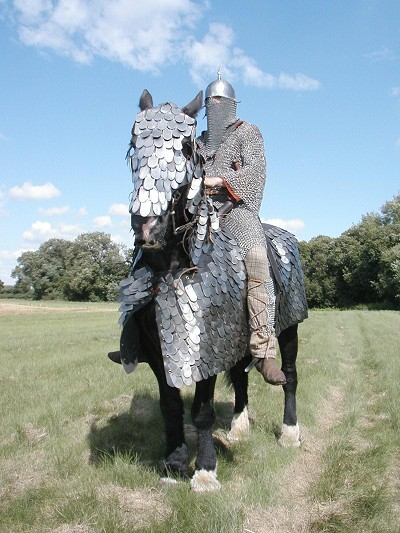
Reconstituição de um cavaleiro pesado sassânida

Os corpos de cavalaria de elite dos persas foram a cavalaria savarana. A lança foi provavelmente a arma preferida, tendo ela o poder de espetar dois homens simultaneamente, e seus cavalos foram cobertos em armadura lamelar para protegê-los dos arqueiros inimigos. Os arqueiros persas tinham alcance letal de ca. 175 metros e alcance de precisão de ca. 50-60 metros. De acordo com o Estratégico de Maurício, os sassânidas fizeram amplo uso de arqueiros que eram os mais "rápidos, embora não poderosos no tiro com arco" de todas as nações belicosas, e evitaram climas que impedisse seus arcos. O Estratégico também afirma que dispunham-se de modo que a formação deles era igual em força no centro e flancos. Eles também aparentemente evitaram o ataque dos lanceiros romanos ao utilizarem terrenos acidentados que tendiam a evitar combates corpo-a-corpo. Assim, o Estratégico aconselhou a luta em terrenos elevados com ataques rápidos para evitar os arqueiros persas. Eles foram vistos como habilidosos em cercos e gostavam de "alcançar seus resultados pelo planejamento e generalato".
A tropa mais importante do exército bizantino foi sua cavalaria catafractária, que tornou-se um símbolo do Império Bizantino. Eles trajavam cota de malha, tinha cavalos pesadamente armados, e usavam lanças como sua principal arma. Tinha pequenos escudos apoiados nos braços, podiam também usar arcos, e carregavam uma espada e um machado. A cavalaria pesada bizantino, ou escutatos, carregavam pequenos escudos circulares e trajavam armadura lamelar. Carregavam muitas armas contra a cavalaria inimiga tais como lanças rechaçar cavalaria e machados para cortar as pernas dos cavalos. A infantaria leve bizantina, ou psilos, utilizou principalmente arcos e vestiu apenas armadura de couro. A infantaria bizantina desempenhou um papel chave na estabilização de linhas de batalha contra cavalaria inimiga e também como uma âncora para lançar ataques de cavalaria. De acordo com Richard A. Gabriel, a infantaria pesada bizantina "combinou os melhores recursos da legião romana com a antiga falange grega."

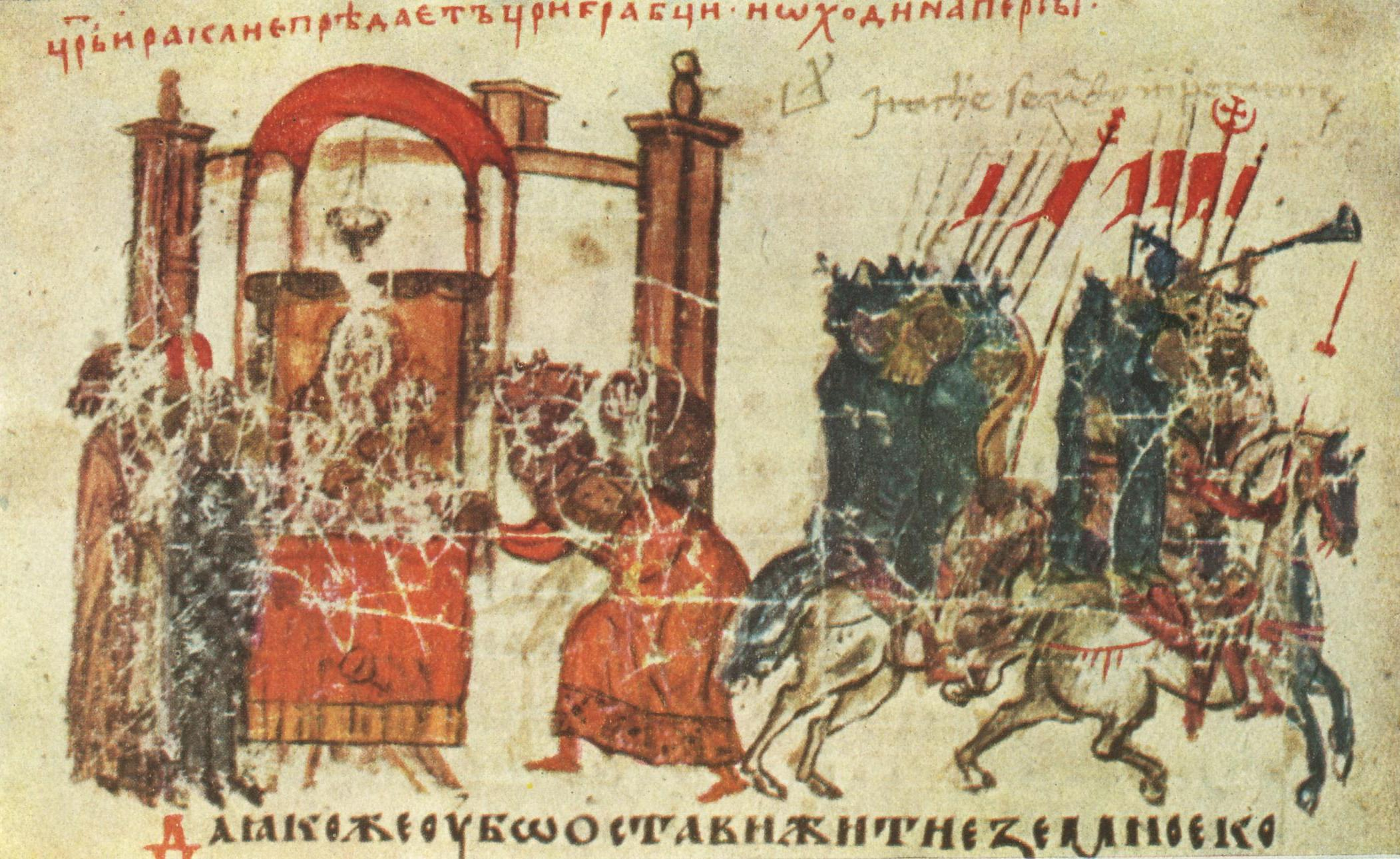
Miniatura da Crônica de Constantino Manasses representando Heráclio confiando o ícone da Virgem Maria à capital imperial e partindo para fazer campanha contra os persas

Os ávaros tinham arqueiros montados com arcos compostos que podiam dobrar cavalaria pesada com lanças. Eles foram habilidosos em cercos e podiam construir trabucos e torres de cerco. Em seu cerco à Constantinopla, construíram muros de circunvalação para evitar fáceis contra-ataques e usaram manteletes ou armações de madeira cobertas com couro de animais para proteção contra arqueiros. Além disso, como muitos nômades, agruparam outros guerreiros como gépidas e eslavos para ajudá-los. Contudo, uma vez que dependiam de invasões ao campo para obtenção de suprimentos, foi difícil para eles manterem longos cercos, especialmente quando considerando seus aliados menos móveis.
De acordo com Kaegi, os bizantinos tinham "uma quase compulsiva [...] preferência em evitar mudar os elementos essenciais do status quo." Eles tentaram por todos os meios diplomáticos assegurar aliados e dividir seus inimigos. Embora falharam contra Cosroes II e o grão-cã ávaro, seus laços com os eslavos que tornar-se-iam sérvios e croatas e suas décadas de negociações com os goturcos resultavam na oposição ativa dos eslavos aos ávaros em complemento à aliança chave com os turcos.
Como para qualquer exército, logística foi sempre um problema. Em suas campanhas iniciais nos territórios bizantinos, especialmente na Anatólia, Heráclio provavelmente supriu suas tropas requisitando seus arredores. Durante suas invasões ofensivas na Pérsia, cada vez as condições severas do inverno forçaram-no a desistir, parcialmente porque seus cavalos e os dos persas precisavam forragens armazenadas nos alojamentos invernais. Forçar suas tropas a fazer campanhas no inverno seria arriscado, já que Maurício foi derrubado devido a seu péssimo tratamento das tropas durante o inverno. Edward Luttwak acredita que os goturcos que seus "cavalos resistentes (ou pôneis)" que podiam sobreviver "em quase qualquer terreno que tinha quase nenhuma vegetação" foram essenciais na campanha de inverno no nordeste montanhoso do Irã em 627. Durante a campanha, eles tomaram as provisões dos territórias persas. Com a vitória em Nínive e a captura dos palácios sassânidas, eles não tiveram mais problema com o suprimento das tropas em territórios estrangeiros e com condições invernais.

## Historiografia
As fontes para esta guerra são praticamente de origem bizantina. Dentre os textos gregos contemporâneas há a Crônica Pascoal, escrita em 630 por autor desconhecido. Jorge da Pisídia escreveu muitos poemas e outros trabalhos e Teofilacto Simocata tem cartas sobreviventes junto com uma história que dá a visão política dos bizantinos, embora cubra apenas de 582 a 602. Teodoro Sincelo tem um discurso sobrevivente, feito durante o cerco de Constantinopla em 626, que contém informação útil para alguns eventos. Há também alguns papiros do Egito para este período.
Os arquivos persas foram perdidos então não há fontes contemporâneas persas da guerra. Contudo, a História dos Profetas e Reis de Atabari usa fontes agora perdidas e contêm uma história da dinastia sassânida. Fontes contemporâneas não-gregas incluem a Crônica de João de Niciu, que foi escrita em copta mas sobreviveu apenas em sua tradução etíope, e a História atribuída a Sebeos (há controvérsia sobre a autoria). A última é uma compilação armênia de várias fontes, organizada numa ordem cronológica aproximada. Isso dá uma cobertura desigual da guerra. Além disso, foi colocada junta com o objetivo de correlacionar a profecia bíblica com o tempo presente, fazendo-a certamento muito menos objetiva. Há também alguns materiais siríacos sobreviventes, que Michael Dodgeon, Geofrrey Greatrex e Samuel Lieu acreditam ser as fontes contemporâneas "mais importantes". Dentre elas há a Crônica de 724 de Tomás, o Presbítero, composta em 640. A Crônica de Guidi ou Crônica do Cuzistão dá a perspectiva de um cristão nestoriano vivendo no território persa.
Fontes gregas posteriores incluem a Crônica de Teófanes, o Confessor e a História Breve do patriarca Nicéforo I (806–815). A Crônica de Teófanes é muito útil à criação de um quadro da guerra. É geralmente complementada por fontes siríacas posteriores como a Crônica de 1234 e a Crônica de Miguel, o Sírio. Contudo, estas fontes, excetuando a História Breve de Nicéforo I, e o cristão árabe Agápio de Hierápolis, todos provavelmente retiraram suas informações de uma fonte comum, provavelmente o historiador do século VIII Teófilo de Edessa. A história armênia do século X sobre a Família Arzerúnio de Tomás Arzerúnio provavelmente tem fontes similares daqueles que Sebeos usou. Moisés de Dascurã escreve a História da Armênia no século X e tem materiais de fontes desconhecidas dos anos 620. Howard-Johnston considera as histórias de Moisés e Sebeos como "as mais importantes das extensas fontes não-muçulmanas". A História do patriarca Eutíquio de Alexandria (933–940) contêm muitos erros, mas é uma fonte útil. O Alcorão também fornece alguns detalhes, mas pode apenas ser usado cautelosamente.
As hagiografias bizantinas dos Santos Teodoro de Siceão e Anastácio, o Persa tem se mostrado úteis para o entendimento do período da guerra. A Vida de Jorge de Cozebá dá uma ideia do pânico no tempo do Cerco de Jerusalém. Contudo, há algumas dúvidas sobre caso os textos hagiográficos podem ter sido corrompidos por interpolações do século VIII ou IX. Igualmente útil é a numismática e a sigilografia, ambas úteis para datação. Arte e outros achados arqueológicos também são úteis, enquanto fontes epigráficas ou inscrições são de uso limitado. Luttwak chama o Estratégico de Maurício o "mais completo manual de campo bizantino"; ele fornece valiosas introspecções do pensamento e práticas militares de seu tempo.